# Ivan Krypiakevytch
Ivan Petrovytch Krypiakevytch (ukrainien : Іван Петрович Крип'якевич), né en 1886 à Lemberg et mort en 1967 dans la même ville (devenue Lvov ou Lviv), est un enseignant et historien ukrainien. Il est membre de l'Académie nationale des sciences d'Ukraine et acteur honoré de la science de la RSS d'Ukraine.
Spécialiste des XVe, XVIe et XVIIe siècles, son travail porte sur les Cosacks ukrainiens, l'histoire politique de l'ouest de l'Ukraine et l'hetman Bohdan Khmelnytsky.

## Œuvres
- L'État actuel de l'historiographie ukrainienne.